# Episodi di Crown Court (ottava stagione)
L'ottava stagione della serie televisiva Crown Court è stata trasmessa in anteprima nel Regno Unito dalla Independent Television tra il 2 gennaio 1979 e il 28 dicembre 1979.
| nº | Titolo originale                          | Titolo italiano | Prima TV UK      | Prima TV Italia |
| -- | ----------------------------------------- | --------------- | ---------------- | --------------- |
| 1  | Somebody (Part 1)                         |                 | 2 gennaio 1979   |                 |
| 2  | Somebody (Part 2)                         |                 | 3 gennaio 1979   |                 |
| 3  | Somebody (Part 3)                         |                 | 4 gennaio 1979   |                 |
| 4  | Beyond the Limits (Part 1)                |                 | 9 gennaio 1979   |                 |
| 5  | Beyond the Limits (Part 2)                |                 | 10 gennaio 1979  |                 |
| 6  | Beyond the Limits (Part 3)                |                 | 11 gennaio 1979  |                 |
| 7  | Sugar and Spice (Part 1)                  |                 | 16 gennaio 1979  |                 |
| 8  | Sugar and Spice (Part 2)                  |                 | 17 gennaio 1979  |                 |
| 9  | Sugar and Spice (Part 3)                  |                 | 18 gennaio 1979  |                 |
| 10 | Hospital Roulette (Part 1)                |                 | 23 gennaio 1979  |                 |
| 11 | Hospital Roulette (Part 2)                |                 | 24 gennaio 1979  |                 |
| 12 | Hospital Roulette (Part 3)                |                 | 25 gennaio 1979  |                 |
| 13 | A Friend of the Family (Part 1)           |                 | 30 gennaio 1979  |                 |
| 14 | A Friend of the Family (Part 2)           |                 | 31 gennaio 1979  |                 |
| 15 | A Friend of the Family (Part 3)           |                 | 1º febbraio 1979 |                 |
| 16 | Baby Love (Part 1)                        |                 | 6 febbraio 1979  |                 |
| 17 | Baby Love (Part 2)                        |                 | 7 febbraio 1979  |                 |
| 18 | Baby Love (Part 3)                        |                 | 8 febbraio 1979  |                 |
| 19 | Honour Thy Father and Thy Mother (Part 1) |                 | 13 febbraio 1979 |                 |
| 20 | Honour Thy Father and Thy Mother (Part 2) |                 | 14 febbraio 1979 |                 |
| 21 | Honour Thy Father and Thy Mother (Part 3) |                 | 15 febbraio 1979 |                 |
| 22 | My Brother's Son (Part 1)                 |                 | 20 febbraio 1979 |                 |
| 23 | My Brother's Son (Part 2)                 |                 | 21 febbraio 1979 |                 |
| 24 | My Brother's Son (Part 3)                 |                 | 22 febbraio 1979 |                 |
| 25 | Cash (Part 1)                             |                 | 27 febbraio 1979 |                 |
| 26 | Cash (Part 2)                             |                 | 28 febbraio 1979 |                 |
| 27 | Cash (Part 3)                             |                 | 1º marzo 1979    |                 |
| 28 | Boys Will Be Boys (Part 1)                |                 | 6 marzo 1979     |                 |
| 29 | Boys Will Be Boys (Part 2)                |                 | 7 marzo 1979     |                 |
| 30 | Boys Will Be Boys (Part 3)                |                 | 8 marzo 1979     |                 |
| 31 | The Deep End (Part 1)                     |                 | 13 marzo 1979    |                 |
| 32 | The Deep End (Part 2)                     |                 | 14 marzo 1979    |                 |
| 33 | The Deep End (Part 3)                     |                 | 15 marzo 1979    |                 |
| 34 | Rebel at Law (Part 1)                     |                 | 20 marzo 1979    |                 |
| 35 | Rebel at Law (Part 2)                     |                 | 21 marzo 1979    |                 |
| 36 | Rebel at Law (Part 3)                     |                 | 22 marzo 1979    |                 |
| 37 | A Hunting We Will Go (Part 1)             |                 | 27 marzo 1979    |                 |
| 38 | A Hunting We Will Go (Part 2)             |                 | 28 marzo 1979    |                 |
| 39 | A Hunting We Will Go (Part 3)             |                 | 29 marzo 1979    |                 |
| 40 | Question of Care (Part 1)                 |                 | 3 aprile 1979    |                 |
| 41 | Question of Care (Part 2)                 |                 | 4 aprile 1979    |                 |
| 42 | Question of Care (Part 3)                 |                 | 5 aprile 1979    |                 |
| 43 | Cowboy (Part 1)                           |                 | 10 aprile 1979   |                 |
| 44 | Cowboy (Part 2)                           |                 | 11 aprile 1979   |                 |
| 45 | Cowboy (Part 3)                           |                 | 12 aprile 1979   |                 |
| 46 | Forever (Part 1)                          |                 | 1º maggio 1979   |                 |
| 47 | Forever (Part 2)                          |                 | 2 maggio 1979    |                 |
| 48 | Forever (Part 3)                          |                 | 3 maggio 1979    |                 |
| 49 | The Irish Connection (Part 1)             |                 | 8 maggio 1979    |                 |
| 50 | The Irish Connection (Part 2)             |                 | 9 maggio 1979    |                 |
| 51 | The Irish Connection (Part 3)             |                 | 10 maggio 1979   |                 |
| 52 | Heart to Heart (Part 1)                   |                 | 15 maggio 1979   |                 |
| 53 | Heart to Heart (Part 2)                   |                 | 16 maggio 1979   |                 |
| 54 | Heart to Heart (Part 3)                   |                 | 17 maggio 1979   |                 |
| 55 | Betrayal of Trust (Part 1)                |                 | 22 maggio 1979   |                 |
| 56 | Betrayal of Trust (Part 2)                |                 | 23 maggio 1979   |                 |
| 57 | Betrayal of Trust (Part 3)                |                 | 24 maggio 1979   |                 |
| 58 | Caroline (Part 1)                         |                 | 27 dicembre 1979 |                 |
| 59 | Caroline (Part 2)                         |                 | 28 dicembre 1979 |                 |